# Embalse de Puente Navarro
El embalse de Puente Navarro es una obra de ingeniería hidroeléctrica construida en el curso medio del río Guadiana, en la provincia de Ciudad Real, comunidad autónoma de Castilla-La Mancha, España.
Este embalse tiene una capacidad total de 2 hectómetros cúbicos y abarca una superficie de 1800 hectáreas. La presa es de gravedad y materiales sueltos homogéneos, con una altura desde cimientos de 9 metros y una longitud de coronación de 379 metros.